# باتاوة غلال (تشين)
باتاوة غلال (بالفارسية: پاتاوه گلال) هي قرية تقع في إيران في قسم تشین الريفي. يقدر عدد سكانها بـ 32 نسمة بحسب إحصاء 2016.